# قرار مجلس الأمن التابع للأمم المتحدة رقم 1345
قرار مجلس الأمن التابع للأمم المتحدة رقم 1345، المتخذ بالإجماع في 21 آذار / مارس 2001، بعد إعادة تأكيد القرارات 1160 (1998) و1199 (1998) و1203 (2000) و1239 (1999) و1244 (1999) بشأن الحالة في يوغوسلافيا السابقة ، أدان المجلس العنف المتطرف والأنشطة الإرهابية في أجزاء من مقدونيا وجنوب صربيا ودعا قادة ألبان كوسوفو إلى إدانة العنف.
ورحب مجلس الأمن بالخطوات التي اتخذتها حكومة مقدونيا لتوطيد مجتمع متعدد الأعراق داخل حدودها. كما رحب بخطط جمهورية يوغوسلافيا الاتحادية (صربيا والجبل الأسود) لحل الأزمة في جنوب صربيا سلمياً. علاوة على ذلك، تم الترحيب بجهود كل من الحكومتين، الاتحاد الأوروبي، الناتو، منظمة الأمن والتعاون في أوروبا، قوة كوسوفو وبعثة الأمم المتحدة للإدارة المؤقتة في كوسوفو لمنع تصعيد بالتوترات العرقية وإدارة الوضع الأمني في المنطقة.
القرار، الذي بادرت به روسيا،  أدان العنف المتطرف والأنشطة الإرهابية في مقدونيا وجنوب صربيا وأشار إلى أنه حصل على دعم من المتطرفين الألبان خارج هذه المناطق. وطالب جميع الأفراد المنخرطين في أعمال مسلحة ضد السلطات في هذه الدول بنزع سلاحهم على الفور وحل جميع الخلافات من خلال الحوار. يتعين على جميع الأطراف التصرف بضبط النفس فيما يتعلق باحترام حقوق الإنسان ووفقًا للقانون الإنساني الدولي.
وأعرب المجلس عن تقديره للجهود التي تبذلها ألبانيا لتعزيز السلام في المنطقة وعزل المتطرفين. ودُعي القادة السياسيون من ألبان كوسوفو والزعماء الألبان في أماكن أخرى إلى التنديد العلني بالعنف والكراهية العرقية. ورحب بالجهود التي تبذلها القوة الأمنية الدولية في كوسوفو لتنفيذ ولايتها، ودُعي المجتمع الدولي إلى النظر في السبل التي يمكن أن تساعد بها الجهود المبذولة في المنطقة. أخيرًا، طُلب من جميع الدول احترام سيادة وسلامة أراضي الدول الأخرى في المنطقة.